# Never Mind the Bollocks, Here's the Sex Pistols
Albums de Sex Pistols
Spunk
(1977) The Great Rock 'n' Roll Swindle
(1979)
Singles
1. Anarchy in the U.K.
Sortie : 26 novembre 1976
2. God Save the Queen
Sortie : 27 mai 1977
3. Pretty Vacant
Sortie : 1er juillet 1977
4. Holidays in the Sun
Sortie : 14 octobre 1977

Never Mind The Bollocks, Here's the Sex Pistols est l'unique album studio du groupe britannique de punk rock Sex Pistols sorti le 28 octobre 1977 au Royaume-Uni sur le label Virgin Records (le 11 octobre en France par Barclay et le 10 novembre aux États-Unis chez Warner Bros. Records). Enregistré d'octobre 1976 à août 1977 sur plusieurs sessions aux Studios Wessex, à Londres, avec le producteur Chris Thomas et l'ingénieur du son Bill Price, il est majoritairement composé par Steve Jones et Glen Matlock, tandis que Johnny Rotten écrit et chante les paroles dénonçant l'establishment, la monarchie britannique et l'industrie musicale.
Formé et managé par Malcolm McLaren depuis le début de l'année 1974, le groupe prend l'appellation Sex Pistols après l'arrivée du chanteur à l'été 1975. Ils signent avec le label discographique EMI début octobre 1976 et sortent Anarchy in the U.K., leur premier single, le 26 novembre. Mais le mélange de musique et de politique les place au centre de l'attention du Royaume et après un incident lors d'une émission de télévision, EMI rompt le contrat avec les Sex Pistols début janvier 1977. Glen Matlock cède alors sa place à Sid Vicious à la basse mais un nouvel incident impliquant ce dernier met un terme à leur contrat avec A&M Records, signé quatre jours plus tôt. Ils continuent malgré tout de travailler sur leur album et retrouvent un label avec Virgin Records le 18 mai. Leur deuxième single, God Save the Queen, sort deux semaines plus tard, juste avant la tenue du jubilé d'argent de la reine Élisabeth II. Never Mind the Bollocks est achevé durant l'été, tandis que Pretty Vacant est publié le 1er juillet.
Malgré les indignations, les problèmes juridiques et les interdictions de ventes qu'il subit, l'album est un véritable succès critique et commercial s'emparant dès sa publication de la tête du classement des ventes d'albums au Royaume-Uni. Il y est double disque de platine, disque de platine aux États-Unis et disque d'or aux Pays-Bas. La tournée  aux États-Unis des Sex Pistols début janvier 1978 s'achève le 17 lorsque Johnny Rotten, isolé des autres membres de la formation, est exclu du groupe par Malcolm McLaren, le laissant sans rien à Los Angeles. Never Mind the Bollocks est de ce fait le seul et unique album des Sex Pistols. Il est considéré comme un des disques précurseurs de la musique punk rock, donnant naissance à des nombreux genres (new wave, post-punk, ska, grunge et emocore notamment) mais aussi comme l'élément déclencheur du mouvement punk et est depuis devenu l'un des symboles de l'anticonformisme.

## Genèse

### Contexte

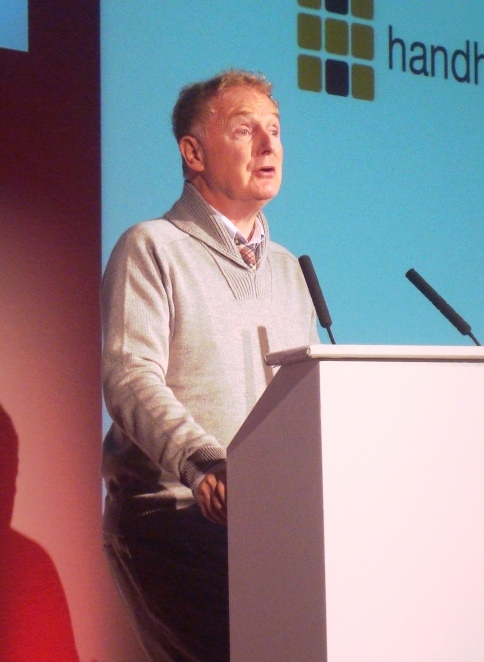
Malcolm McLaren, le manager des Sex Pistols.

Formé à l'origine par Steve Jones au chant, Paul Cook à la batterie et Wally Nightingale à la guitare en 1972 sous le nom de The Strand, le groupe se rend régulièrement dans deux boutiques londoniennes,. L'une d'elles est le Too Fast to Live, Too Young to Die, tenue par Malcolm McLaren et Vivienne Westwood, repaire de la scène punk rock et du mouvement punk où se retrouvent notamment Sid Vicious, Marco Pirroni, Siouxsie Sioux, Tony James ou encore Mick Jones,. Début 1974, Steve Jones demande à Malcolm McLaren de les aider et celui-ci devient leur manager. Ils recrutent Glen Matlock en tant que bassiste alors qu'il travaille de temps en temps à la boutique et qu'il fait des études d'art. Durant l'année 1974, le Too Fast to Live, Too Young to Die devient le SEX et s'oriente vers la culture anti-fashion et le sadomasochisme,,,, tandis que Malcolm McLaren part quelque temps à New York pour gérer la carrière des New York Dolls,,.
Lorsque Malcolm McLaren revient à Londres en mai 1975, son intérêt pour The Strand s'accroît,, car il a été témoin de l'émergence de la scène punk du Lower Manhattan, et il les fait répéter régulièrement sous l’œil de son ami Bernard Rhodes. Wally Nightingale est alors renvoyé. Steve Jones le remplace à la guitare puis ils se cherchent une voix, proposant le poste à Richard Hell, Kevin Rowland et Midge Ure mais aucun d'eux ne convient,,. En août 1975, Bernard Rhodes repère John Lydon, un habitué de la rue, et l'invite dans un pub pour qu'il rencontre Steve Jones et Paul Cook,,,. À la fermeture de celui-ci, ils se rendent au SEX, où John Lydon improvise sur le juke-box du magasin. Sa performance fait rire tout le monde mais Malcolm McLaren le convainc de venir chanter pendant les répétitions du groupe,,. Paul Cook trouve un travail à plein-temps en septembre et hésite à quitter le groupe, estimant en plus que Steve Jones n'a pas les capacités pour jouer seul les lignes de guitare,. L'arrivée de Steve New (en) pour le suppléer lui permet de progresser rapidement et un mois plus tard, Steve Jones est de nouveau l'unique guitariste de la formation. En parallèle, celui-ci renomme John Lydon en Johnny Rotten pour sa mauvaise hygiène dentaire,, et le groupe prend son appellation définitive de Sex Pistols,. Ils jouent leur premier concert sous ce nom le 6 novembre 1975 au Central Saint Martins College of Art and Design grâce à Matlock qui y est étudiant,,.
Les Sex Pistols se produisent ensuite dans de nombreux établissements scolaires autour de Londres, lançant une nouvelle mode vestimentaire avec les tenues que le SEX leur prête. Malcolm McLaren fait également appel à son ami et artiste Jamie Reid pour créer un logo et un design autour de la formation au printemps 1976,,. C'est également à cette période que le NME écrit un premier article sur le groupe, et qu'ils jouent dans des salles plus importantes comme le 100 Club, le Marquee ou le Nashville, puis dans des villes du Nord de l'Angleterre à partir de mai, notamment sous l'impulsion du premier album des Ramones,. Les Sex Pistols, comme tout le milieu punk rock londonien, assistent d'ailleurs au concert de ceux-ci le 5 juillet au Dingwalls (en), avant de partir en tournée estivale avec The Clash et The Damned ou Buzzcocks en première partie. Ils jouent Anarchy in the U.K. pour la première fois le 20 juillet à Manchester. Début septembre, ils font leur première apparition télévisuelle lors de l'émission So It Goes d'Anthony Wilson et se produisent pour la première fois à l'étranger, au Chalet du Lac à Paris, le lendemain,. Deux semaines plus tard, lors d'une nouvelle soirée organisée par Malcolm McLaren au 100 Club, de nombreux journalistes et musiciens assistent à la « féroce » performance des Sex Pistols, considérée comme l'élément déclencheur de leur succès à venir,,,. L'engouement autour du groupe leur permet de signer un contrat de deux ans avec le label EMI le 8 octobre 1976 et d'avoir ainsi une avance de 50 000 £,.
La formation part alors en studio d'enregistrement pour une session avec Dave Goodman dans le but de « capter leur esprit live », mais les résultats ne leur conviennent pas et ils font appel à Chris Thomas pour la production. Peu après, le 26 novembre, Anarchy in the U.K. sort en single, le premier du groupe. La chanson rompt avec les standards rock de l'époque, puisqu'il mélange politique et musique, affichant sur sa pochette un visuel de l'Union Flag déchiré et rapiécé avec le nom du groupe et du morceau, symbole de l'anarchie. En plus de leur musique, leur comportement retient également l'attention du royaume. Ainsi, alors qu'ils remplacent Queen le 1er décembre 1976 dans l'émission Today sur Thames Television, Steve Jones s'en prend au présentateur Bill Grundy (en) et l'insulte à plusieurs reprises,. L'altercation occupe la une des tabloïds britanniques sur plusieurs jours, Grundy est suspendu par la chaîne, tandis que les Sex Pistols doivent annuler plus de la moitié des dates de leur tournée Anarchy Tour. Le battage médiatique autour de cette affaire rend populaire le mouvement punk, mais attire aussi les foudres de certains conservateurs. Alors que trois concerts sont prévus aux Pays-Bas début janvier 1977, le quatuor embarque ivre dans l'avion à Heathrow le matin du 4 janvier et « aurait vomi dans l'appareil ». Malgré la présence d'un représentant du label qui nie ce dernier fait, EMI cède aux pressions politiques et libère le groupe de son contrat,.

### Enregistrement

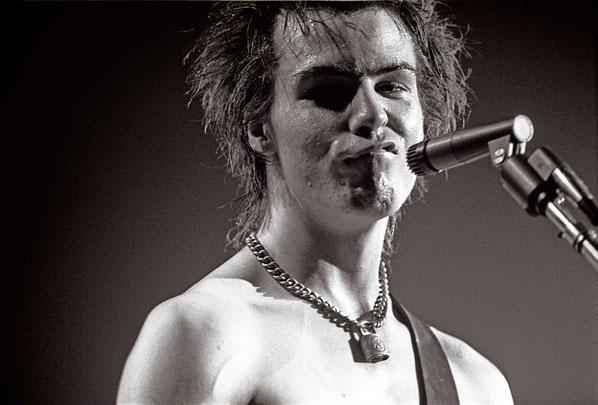
Sid Vicious est recruté pour remplacer Glen Matlock à la basse.

Des tensions croissantes au sein du groupe forcent Malcolm McLaren à faire un choix entre Johnny Rotten et Glen Matlock. C'est ce dernier qui subit la volonté du manager de tout contrôler, apprenant la nouvelle dans le NME et ne touchant qu'un chèque de moins de 3 000 £ pour sa participation et ses droits d'auteur. Ils recrutent Sid Vicious pour le remplacer à la basse en février 1977, surtout pour son apparence et sa présence sur scène,,. La signature d'un contrat avec A&M Records approchant, ils entrent aux studios Wessex le 5 mars 1977 avec le producteur Chris Thomas et l'ingénieur du son Bill Price. Cependant, Sid Vicious n'est pas encore prêt pour enregistrer avec le groupe, alors ils demandent à Malcolm McLaren de convaincre Glen Matlock de participer aux sessions. Celui-ci accepte à condition d'être payé à l'avance mais comme il ne reçoit rien, il décline l'invitation. Finalement, Chris Thomas demande à Steve Jones de jouer la basse afin de poser les bases des chansons. Son jeu est tellement satisfaisant que le producteur lui fait enregistrer toutes les chansons. Quatre chansons, probablement God Save the Queen, Pretty Vacant, EMI et Did You No Wrong, sont enregistrées durant les deux jours aux studios. Les deux premières bénéficient également du chant de Johnny Rotten et du mixage final. À la suite de la session, Chris Thomas et Bill Price commencent à travailler sur ce que pourrait être l'album entier des Sex Pistols. Quatre jours plus tard, le groupe signe avec A&M mais le 16 mars, à la suite d'un incident dans lequel Sid Vicious, ivre, devient violent dans les locaux du label, le contrat est résilié et la quasi-totalité des 25 000 exemplaires du futur single God Save the Queen est détruite,.
Malgré leur renvoi d'A&M, Malcolm McLaren demande au groupe de continuer à travailler sur l'album auprès de Chris Thomas et Bill Price. Fin avril-début mai, le producteur s'absente quelque temps des sessions, laissant l'ingénieur du son prendre sa place. Six chansons sont produites durant cette période : Liar, New York, No Feelings, Problems, Submission et Satellite. Courant mai, Malcolm McLaren conclut un contrat avec le label français Barclay et a une offre de Virgin Records qu'il hésite à accepter, les autres labels potentiels tels que CBS Records, Decca Records, Pye Records ou Polydor refusant de signer avec le groupe. Finalement, l'offre faite par Virgin est la seule qui leur est faite. Le manager, espérant toujours trouver un accord avec une major, propose de publier un single avec ce label afin d'améliorer l'attrait du groupe auprès des grandes entreprises de l'industrie musicale. Le propriétaire de Virgin, Richard Branson, refuse et les Sex Pistols signent quand même avec le label le 18 mai. Deux semaines plus tard, la chanson God Save the Queen est sortie dans la précipitation en tant que single mais se vend malgré tout à 150 000 exemplaires dès le premier jour,. Lors de la promotion du single, Johnny Rotten déclare qu'ils travaillent encore sur l'album, cachant que Jones s'était chargé de la basse et insistant sur le fait que la tâche est partagée entre Glen Matlock et Sid Vicious. Le 7 juin, alors que se tient le jubilé d'argent de la reine Élisabeth II à Londres, Malcolm McLaren et Richard Branson organisent un concert des Sex Pistols sur une barge qui descend sur la Tamise, jouant Anarchy in the U.K. devant le palais de Westminster. L'événement, voulu pour se moquer de la procession prévue deux jours plus tard par la reine, se termine dans le chaos et par l'arrestation du manager, de Vivienne Westwood ainsi que de plusieurs membres de l'entourage du groupe,,,.

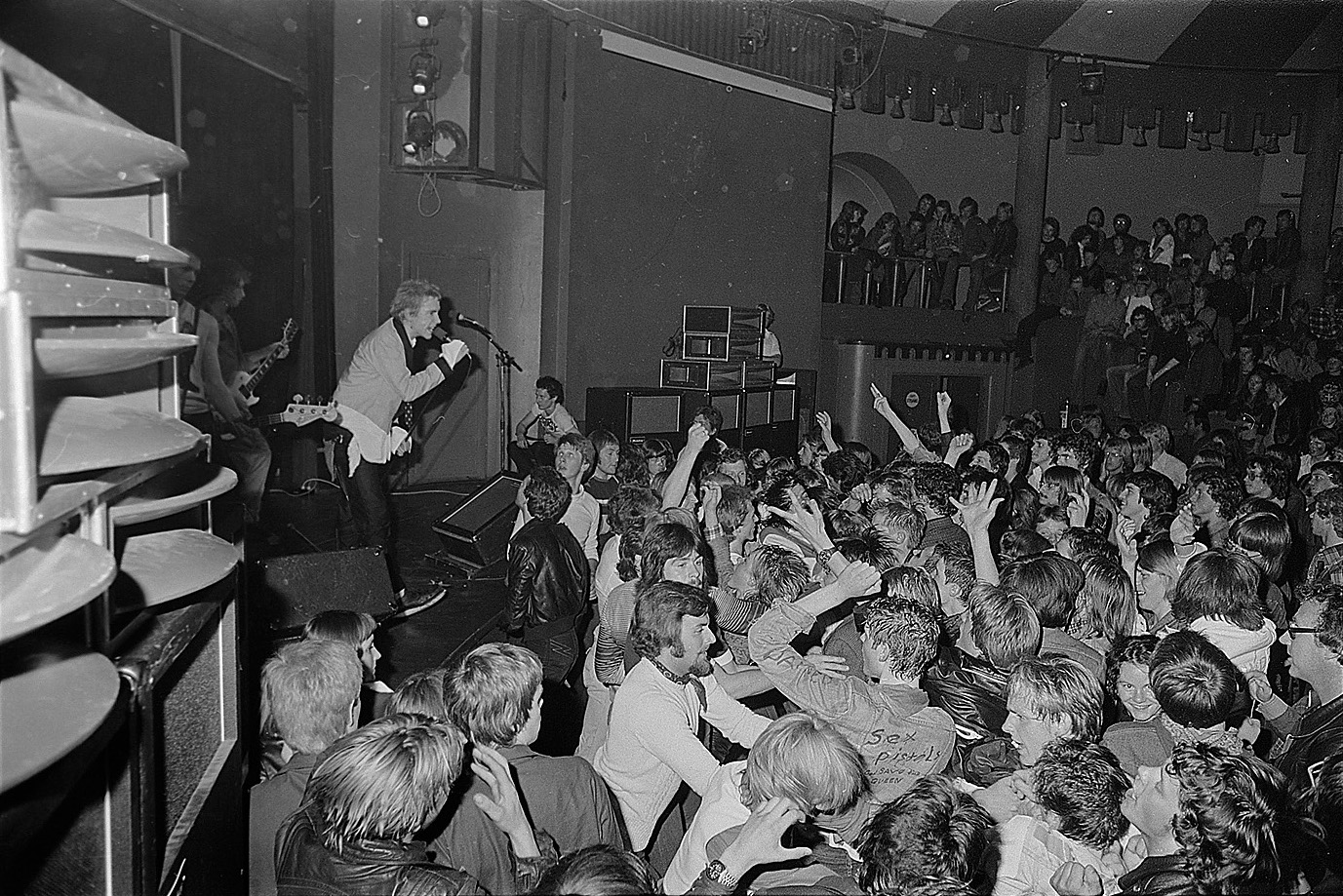
Les Sex Pistols jouant à Trondheim le 21 juillet 1977, devant une salle comble.

Le groupe retourne en studio le 18 juin pour enregistrer Holidays in the Sun, la première chanson qu'ils écrivent sans Glen Matlock. Ce soir-là, après être allé dans un pub des environs, Chris Thomas et Bill Price sont attaqués par plusieurs hommes. L'incident fait la une des journaux le mardi suivant. Dans le mois, un aperçu des onze chansons commence à circuler et est même publié par le fanzine 48 Thrills. Johnny Rotten confirme en parallèle que le futur album ne contiendra ni reprise, ni single déjà publié, en dehors d'Anarchy in the U.K. qui est en rupture de stock. La parution du single Pretty Vacant a d'ailleurs pour but de libérer une place dans la liste des chansons. Les Sex Pistols retournent une dernière fois aux studios Wessex durant le mois d'août pour enregistrer Bodies, la seule chanson de l'album où Sid Vicious joue de la basse,.

### Production
La finalisation de l'album prenant du temps, les Sex Pistols et leur manager décident de publier le single Holidays in the Sun le 14 octobre, avec Satellite en face-B. Il ne connaît pas la même réussite que les précédents, atteignant la huitième place du classement des ventes de singles avant de sortir du top 20 après quatre semaines. Le biographe Clinton Heylin attribue cette chute à l'annonce de la sortie de Never Mind the Bollocks, Here's the Sex Pistols pour le 4 novembre et que la chanson y figure, malgré ce qui avait été dit auparavant. Afin de contrer la vague de critiques qui dénonce le choix de mettre les quatre singles au sein du futur album, Virgin  indique qu'une version alternative de l'album pourrait être publiée simultanément sous un autre titre et avec deux nouvelles chansons à la place de « deux anciens singles ». Un agent de la communication du label explique qu'ils « ont mis les singles dans l'album car la majorité des gens le souhaitent ainsi. Mais une autre version permettrait d'éviter les multiples interdictions des magasins. Un essai d'impression avec dix chansons est fait, mais aucun nouveau morceau n'y est inclus, Satellite et Submission y sont ajoutés sous forme de bonus ».
Comme Malcolm McLaren voulait négocier les contrats par pays, celui avec Virgin n'est valable qu'au Royaume-Uni. Lorsque Richard Branson s'en rend compte, il sait qu'il ne peut le poursuivre en justice ou alors au risque d'être mal vu, comme EMI ou A&M. Warner Bros. Records, Arista Records, Columbia Records et Casablanca Records sont à la lutte pour décrocher le contrat sur le sol américain, le premier label obtenant la signature du groupe le 10 octobre pour 22 000 £. Branson est d'autant plus furieux qu'avant la sortie de Never Mind the Bollocks, Here's the Sex Pistols sur Virgin, deux autres albums lui font de la concurrence. En effet, un album pirate, du nom de Spunk sur lequel figurent des démos de haute qualité réalisées avec le producteur Dave Goodman, est sorti par le label Blank. Certaines rumeurs citent Dave Goodman, Glen Matlock et Malcolm McLaren — qui a toujours considéré que les versions enregistrées avec Dave Goodman représentaient mieux le groupe — comme les auteurs cette publication. En France, la version du label Barclay, qui comprend Submission en douzième chanson, est en vente à partir du 11 octobre. L'édition française ne pouvant être interrompue et Virgin s'apercevant rapidement que le disque est facilement importé au Royaume-Uni, Richard Branson décide d'accélérer la production de la version britannique afin de la publier une semaine plus tôt que prévu. Dans la précipitation, de dix à cinquante mille exemplaires de cette version sont imprimés par erreur avec seulement onze chansons sur la pochette alors qu'elle en contient douze,.

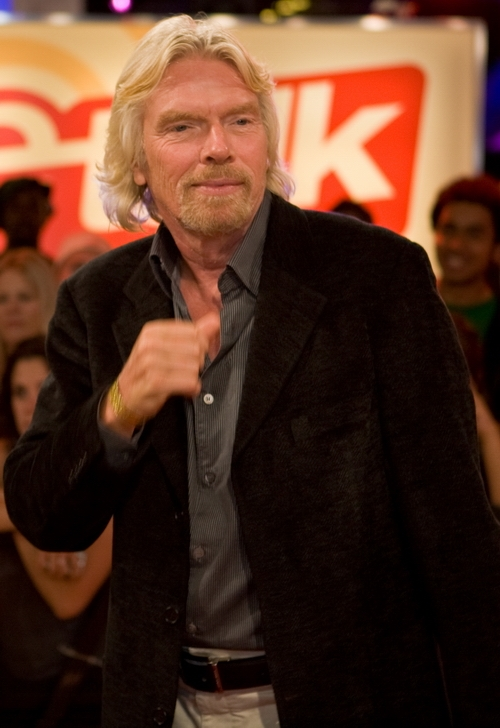
Richard Branson, directeur du label Virgin Records.

## Parution et réception

### Sortie, promotion, controverses et succès commercial
Avant la sortie de Never Mind the Bollocks, Here's the Sex Pistols, les singles God Save the Queen et Anarchy in the U.K. suscitent de nombreuses indignations. Les deux titres sont en effet considérés comme scandaleux et un assaut musical dépravé contre la monarchie, la société civile britannique, ses institutions, son ordre social, sa morale générale et la décence commune. Le premier morceau est notamment perçu comme une attaque directe et personnelle envers la reine Élisabeth II. Steve Jones et Johnny Rotten assurent que ce n'est pas la reine qu'ils visent directement mais l'institution en général.
Malgré cette mauvaise publicité et la publication préalable de Spunk, celle de Never Mind the Bollocks, Here's the Sex Pistols le 28 octobre 1977 est très largement attendue au Royaume-Uni, avec 125 000 pré-commandes. L'album amène lui aussi son lot de controverses au Royaume-Uni, les premiers problèmes juridiques mettant en cause son nom prétendument obscène. Le gérant du magasin Virgin de Nottingham, ainsi que Richard Branson, sont également poursuivis pour avoir affiché la pochette de celui-ci sur une fenêtre, conformément à l'article 28, clause 1847 de la loi de la police de la ville. L'interdiction de ventes dans les principaux magasins n'empêche pas son succès par le biais de vendeurs indépendants et il entre directement à la première place du classement des ventes britanniques d'albums le 12 novembre,,. Les résultats sont moins probants dans les autres pays : il finit en 18e position du classement des ventes d'albums en France et occupe à son meilleur la 106e place du Billboard 200, sa sortie se faisant le 10 novembre aux États-Unis,. Il est malgré tout certifié double disque de platine au Royaume-Uni depuis novembre 2018 avec plus de 600 000 exemplaires vendus, disque de platine aux États-Unis depuis mars 1992, ainsi que disque d'or aux Pays-Bas depuis 1990.
En 1996, Virgin ressort Never Mind the Bollocks, Here's the Sex Pistols accompagné de la version pirate Spunk sur un double album intitulé Spunk/This Is Crap. Le label célèbre le trentième anniversaire de l'album avec la publication le 29 octobre 2007 d'une édition sur vinyle 7" 180 grammes comprenant le titre Submission et un poster, comme ça avait été le cas le 28 octobre 1977. Les quatre singles sont également réédités au même format avant l'album. Rhino Entertainment fait de même pour la version américaine, Warner Bros. détenant toujours les droits. Le 24 septembre 2012, Virgin sort un coffret de quatre disques pour fêter le trente-cinquième anniversaire, incluant l'album original remasterisé à partir des bandes de l'enregistrement, un disque de faces B et d'inédits, des enregistrements live de 1977, un DVD incluant un concert de la même année produit par Julien Temple, ainsi que des vidéos dans les studios et des interviews d'époque, un agenda de 1977, une réplique du poster original, des stickers et une réplique du single God Save the Queen publié par A&M, accompagné d'une copie des paroles manuscrites originales de la chanson. Lors du Record Store Day 2015, Never Mind the Bollocks, Here's the Sex Pistols est republié au format picture-disc et atteint la septième place du Top 40 Vinyl Album au Royaume-Uni,. Pour le quarantième anniversaire de la sortie de l'album, Universal ressort le coffret publié cinq ans plus tôt avec un livret de 48 pages comprenant un récit du journaliste musical Pat Gilbert et de rares photos.

### Accueil critique
Les critiques de Never Mind the Bollocks, Here's the Sex Pistols sont unanimes et décrivent un album aux grandes qualités. Si de nombreuses critiques favorables ont été émises plusieurs décennies après la sortie de l'album, notamment à l'occasion de rééditions, celui-ci en a aussi reçu de bonnes au moment de sa sortie. Ainsi, Paul Nelson, du magazine Rolling Stone, estime dès 1978 que « musicalement, Never Mind the Bollocks, Here's the Sex Pistols est juste l'enregistrement de rock and roll le plus excitant des années 1970 » et que « Anarchy in the U.K. et God Save the Queen sont des chansons de rock and roll proches de la perfection, des classiques de la trempe de My Generation des Who et de (I Can't Get No) Satisfaction des Rolling Stones ». Il ajoute que les Sex Pistols « jouent avec une énergie et une conviction absolument sublimes, folles et enfiévrées. Leur musique n'est pas très jolie (en fait, on dirait souvent une collision entre deux rames de métro sous quinze mètres de boue, cris des victimes inclus), mais elle a une puissance digne d'un capitaine Achab face à Moby Dick qui vous secouera davantage qu'aucune autre musique actuelle ». Le critique américain Robert Christgau considère pour sa part que Never Mind the Bollocks, Here's the Sex Pistols est « un disque impressionnant » sur lequel « la principale limitation de leur pouvoir, c'est la musique, qui peut devenir lourde à l'occasion ». Steve Huey, de AllMusic, lui attribue la note de cinq sur cinq, décrivant l'opus des Sex Pistols comme l'« un des plus grands disques de rock, l'un des plus inspirants de tous les temps ».
Les critiques les plus récentes s'accordent, plus de trente ans après sa sortie, à placer Never Mind the Bollocks, Here's the Sex Pistols comme un classique du rock, à l'image de Benjamin D'Alguerre de Music Story, qui note de plus que l'album « est servi par d’authentiques tueries musicales [...] et incarne à merveille le tournant décisif des années 1970 et l’ancrage d’une frange de la musique populaire dans le désenchantement des années 1980 ». L'aspect sociologique de l'album est mis en avant par Chris Jones de BBC Music, qui souligne que « Never Mind the Bollocks se présente comme l'une des plus grandes déclamations contre la médiocrité de la classe moyenne ». Enfin, le site Sputnikmusic note que « même aujourd'hui, l'album est encore surprenamment bon car malgré ce qu'on a pu entendre, ils savaient jouer » et ajoute que « c'était un appel aux armes bien plus entraînant pour la nation britannique que le jubilé d'argent de la reine Elisabeth II ».

### Classements  & certifications

#### Album
| Classements                           | Durée du classement | Meilleure position | Date              |
| ------------------------------------- | ------------------- | ------------------ | ----------------- |
| Royaume-Uni (UK Albums Chart)         | 48 semaines         | 1er                | 12 novembre 1977  |
| États-Unis (Billboard 200)            | 12 semaines         | 106e               | 21 janvier 1978   |
| France (IFOP)                         | 19 semaines         | 18e                | 1978              |
| Norvège (VG-lista)                    | 2 semaines          | 11e                | 28 novembre 1977  |
| Nouvelle-Zélande (RMNZ Albums Top 40) | 4 semaines          | 27e                | 18 décembre 1977  |
| Pays-Bas (MegaCharts)                 | 9 semaines          | 16e                | 31 décembre 1977  |
| Suède (Sverigetopplistan)             | 5 semaines          | 12e                | 2 décembre 1977   |
| Espagne (Promusicae)                  | 1 semaine           | 100e               | 6 mars 2005       |
| Allemagne (Album Top 100)             | 1 semaine           | 77e                | 5 octobre 2012    |
| Belgique (V) (Ultratop)               | 2 semaines          | 181e               | 13 octobre 2012   |
| Belgique (W) (Ultratop)               | 1 semaine           | 125e               | 29 septembre 2012 |
| Canada (Canadian Albums)              | 1 semaine           | 73e                | 7 mai 2016        |

| Classement (2015)                   | Meilleure position |
| ----------------------------------- | ------------------ |
| Royaume-Uni (UK Top 40 Vinyl Album) | 7                  |

| Classement (2000)                 | Meilleure position |
| --------------------------------- | ------------------ |
| Royaume-Uni (Rock & Metal Albums) | 1                  |

#### Certifications
| Pays        | Certification | Ventes      | Date            |
| ----------- | ------------- | ----------- | --------------- |
| États-Unis  | Platine       | 1 000 000 + | 26 mars 1992    |
| Pays-Bas    | Or            | 40 000 +    | 1980            |
| Royaume-Uni | 2 × Platine   | 600 000 +   | 22 juillet 2013 |

### Singles
| Single              | Chart                                 | Certification | Durée du classement | Position | Date              |
| ------------------- | ------------------------------------- | ------------- | ------------------- | -------- | ----------------- |
| Anarchy in the U.K. | Royaume-Uni (UK Singles Chart)        | Argent        | 4 semaines          | 38e      | 18 décembre 1976  |
| God Save the Queen  | Royaume-Uni (UK Singles Chart)        | Argent        | 15 semaines         | 2e       | 11 juin 1977      |
| God Save the Queen  | Belgique (W) (Ultratop)               | Argent        | 1 semaine           | 48e      | 17 septembre 1977 |
| God Save the Queen  | Italie (FIMI)                         | Argent        | 1 semaine           | 38e      | 8 novembre 2007   |
| God Save the Queen  | Norvège (VG-lista)                    | Argent        | 15 semaines         | 3e       | 1er août 1977     |
| God Save the Queen  | Nouvelle-Zélande (RMNZ Albums Top 40) | Argent        | 1 semaine           | 38e      | 7 août 1977       |
| God Save the Queen  | Suède (Sverigetopplistan)             | Argent        | 5 semaines          | 12e      | 2 décembre 1977   |
| Pretty Vacant       | Royaume-Uni (UK Singles Chart)        | Argent        | 8 semaines          | 6e       | 30 juillet 1977   |
| Pretty Vacant       | Belgique (W) (Ultratop)               | Argent        | 1 semaine           | 49e      | 22 octobre 1977   |
| Pretty Vacant       | Norvège (VG-lista)                    | Argent        | 1 semaine           | 15e      | 29 août 1977      |
| Pretty Vacant       | Suède (Sverigetopplistan)             | Argent        | 7 semaines          | 10e      | 23 septembre 1977 |
| Holidays in the Sun | Royaume-Uni (UK Singles Chart)        | —             | 6 semaines          | 8e       | 29 octobre 1977   |
| Holidays in the Sun | Italie (FIMI)                         | —             | 1 semaine           | 43e      | 8 novembre 2007   |
| Holidays in the Sun | Suède (Sverigetopplistan)             | —             | 3 semaines          | 13e      | 4 novembre 1977   |

### Tournée et séparation

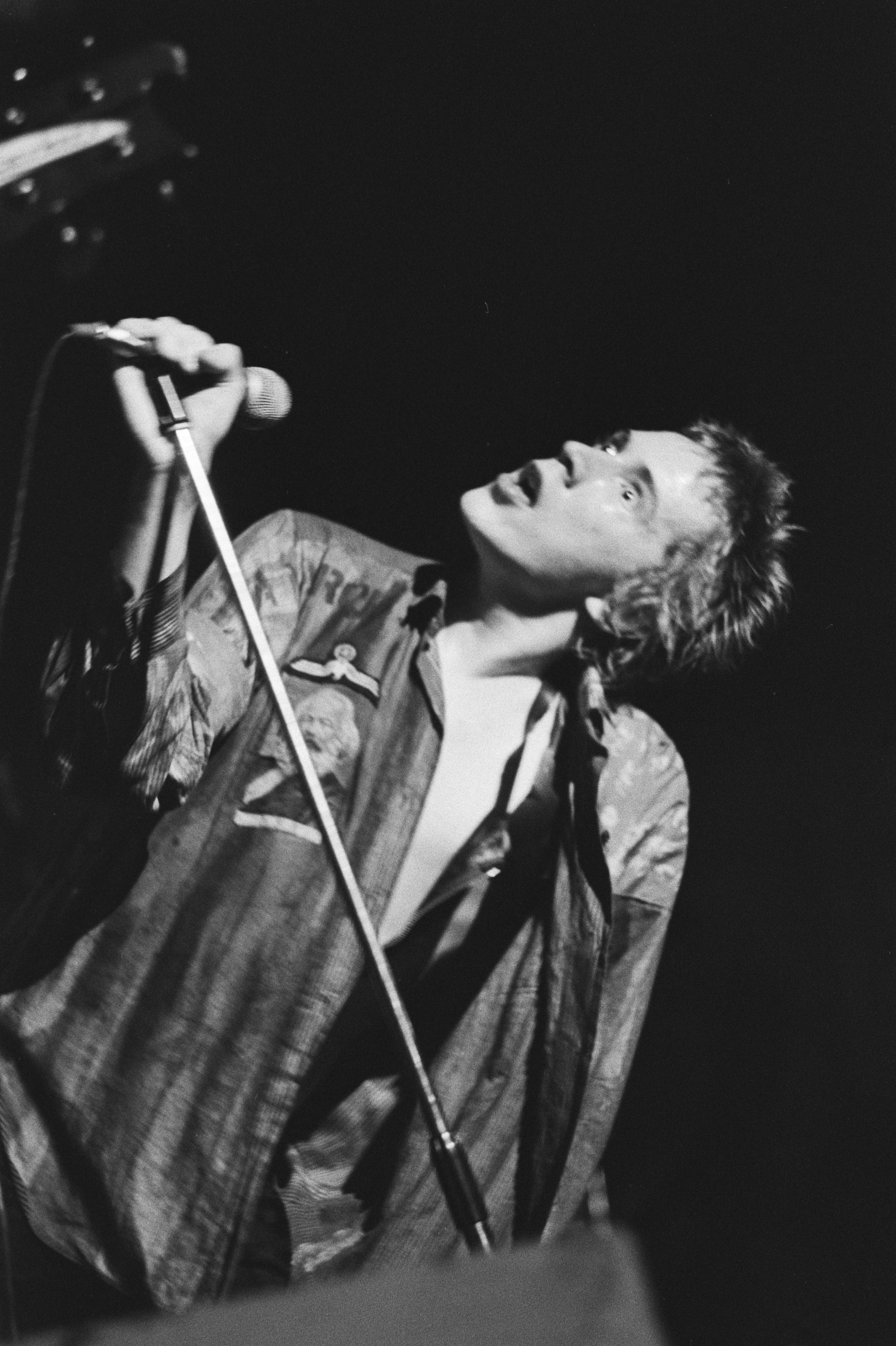
Johnny Rotten in Paradiso 1977

Les Sex Pistols effectuent quelques passages radio au cours du mois de novembre 1977 puis entament une tournée internationale dénommée Never Mind the Bans Tour, dont les premiers concerts sont donnés aux Pays-Bas. En décembre, sur les huit dates prévues au Royaume-Uni, quatre sont annulées pour maladie ou pression politique. Ainsi, pour jouer au Royal Links Pavilion de Cromer, dans le nord du Norfolk pour le réveillon de Noël, ils doivent assurer qu'ils finiront à l'heure et sans dire aucune obscénité. Les billets sont vendus au cinéma Regal local pour 1,75 £. Le lendemain, ils jouent deux fois à l'Ivanhoe d'Huddersfield : une première dans la journée pour les enfants de pompiers en grève, d'ouvriers mis à pied et de familles monoparentales puis un concert normal dans la soirée,.
En janvier 1978, ils embarquent pour les États-Unis et une tournée principalement prévue dans le sud profond. Celle-ci aurait dû commencer quelques jours avant le nouvel an, mais les autorités américaines étaient réticentes à délivrer des visas aux membres du groupe ayant un casier judiciaire, ce qui cause l'annulation de plusieurs dates dans le nord du pays,. Attendus par les fans et les médias, les concerts, souvent mal organisés, se déroulent devant des publics hostiles et donnent lieu à des bagarres. Malcolm McLaren admettra plus tard qu'il avait volontairement choisi des bars redneck pour provoquer des scènes de violences. Durant cette tournée, Sid Vicious, désormais totalement dépendant à l'héroïne, commence à faire honneur à son nom de scène « au contact d'un public qui ne vit que pour les coups et l'horreur ». Le bassiste est ainsi retrouvé à l'hôpital de Memphis avec les mots « Gimme a fix » (« Donne moi une dose ») gravés au rasoir sur sa poitrine. Pendant le concert de San Antonio, il interpelle la foule par l'expression « tas de pédés » avant d'asséner un coup de basse en pleine tête d'un spectateur. À Baton Rouge, il simule une fellation sur scène avec une spectatrice, déclarant ensuite que c'était « le type de filles qu'il aime ». En manque durant le concert de Dallas, il crache du sang sur une femme montée sur scène qui le frappe au visage, puis agresse une photographe en coulisses avant d'attaquer les membres de la sécurité dont son propre garde du corps. Il est admis à l'hôpital dans la nuit pour soigner plusieurs blessures,.

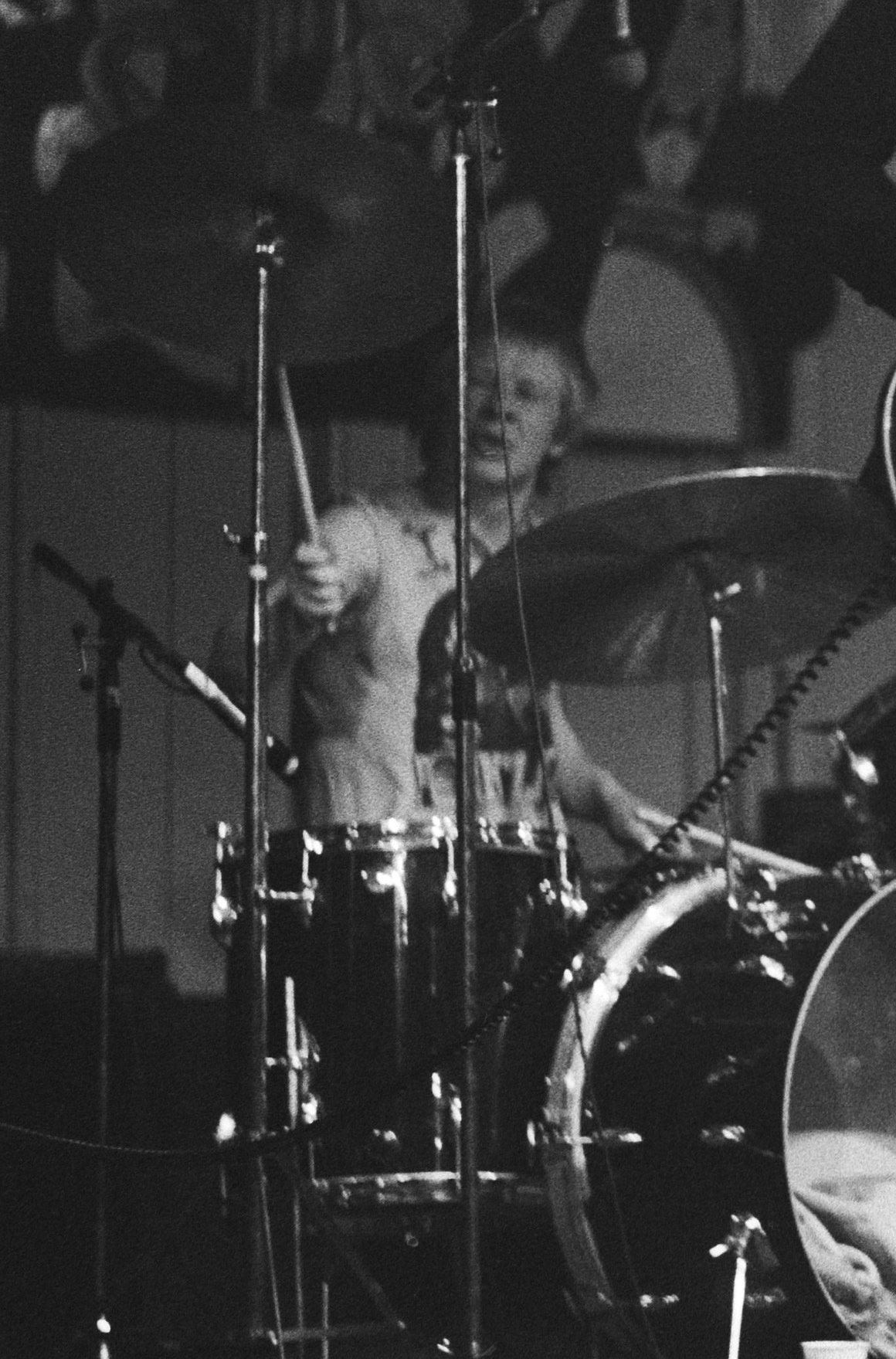
Paul Cook le batteur

Dégoûté par le comportement de Sid Vicious, Johnny Rotten se sent également de plus en plus isolé de Paul Cook et Steve Jones, d'autant plus qu'il attrape la grippe,. Le 14 janvier, au Winterland Ballroom de San Francisco, le chanteur introduit le rappel — une reprise de No Fun des Stooges — par « Vous n'aurez qu'une chanson et seulement une seule parce que je suis un bâtard paresseux ». Il termine la chanson, agenouillé, attendant la fin de la dernière note de cymbale pour s'adresser au public : « Ah-ah-ah. Toujours l'impression de s'être fait avoir ? Bonne nuit ». Il jette ensuite son micro et quitte la scène. Il explique plus tard qu'il « se sentait trahi, qu'il ne pouvait plus continuer comme ça, que c'était une farce ridicule. Sid était complètement défoncé, juste un déchet. C'était une blague... Malcolm ne voulait plus me parler... Il ne voulait plus discuter de rien avec moi, mais a raconté à Paul et Steve que tout était de ma faute parce que je n'acceptais pas tout ». Le 17 janvier, le groupe se sépare donc à Los Angeles, Malcolm McLaren, Paul Cook et Steve Jones se préparant à partir pour Rio de Janeiro ; Sid Vicious est pris en charge par un ami qui l'emmène se faire soigner dans un hôpital de New York et Johnny Rotten est laissé seul à Los Angeles sans billet, sans chambre d'hôtel et sans possibilité de joindre la Warner Bros., prévenue par Malcolm McLaren qu'il ne faisait plus partie du groupe,. Il parvient à prendre un vol pour New York où il annonce la fin des Sex Pistols à un journal le 18 janvier. Il téléphone ensuite à Richard Branson, qui accepte de payer son retour pour Londres, via la Jamaïque, et tente de lui offrir le poste de chanteur pour Devo. Mais les autres membres du groupe refusent.

## Caractéristiques artistiques

### Thèmes et composition
Alors que la reine Élisabeth II s’apprête à fêter son jubilé d'argent en 1977, le Royaume-Uni traverse une grave crise sociale et politique : le taux de chômage et l'inflation sont au plus haut, l'industrie britannique est vieillissante tandis que des tensions raciales et le conflit nord-irlandais minent le moral d'une population plongée dans la pauvreté. Cette période difficile inspire fortement Johnny Rotten, dont la « haine viscérale pour l'establishment » l'amène à écrire des chansons dénonçant férocement la monarchie britannique, le système et les inégalités qu'il engendre, les gens qui ne font rien pour améliorer leur situation ou l'industrie musicale qui les a malmenés depuis plusieurs mois. Bien que « brisant de nombreux tabous autour de la figure royale », les paroles souvent « outrageuses » trouvent de nombreux échos, notamment chez les jeunes,,,,,.
Holidays in the Sun résume leur voyage à Berlin au printemps 1977. Ils devaient, à l'origine, passer leurs vacances tous ensemble dans les îles Anglo-Normandes, mais aucun hôtel n'accepte de les accueillir et ils sont obligés de revenir à Londres. Comme ils se sentent « prisonniers, entourés de haine et de menaces de violence » dans la capitale britannique, ils décident de partir pour « Berlin et sa décadence ». Ils s'inspirent de ce séjour « pluvieux et déprimant », du mur de Berlin, du regard des allemands de l'Est sur l'« atmosphère festive de Berlin-Ouest », de la claustrophobie des habitants et de leur peur d'une Troisième Guerre mondiale pour écrire cette chanson, qui commence avec le bruit des pas d'un défilé nazi et la phrase « des vacances bon marché chez d'autres peuples en détresse »,,. Le riff principal au « rythme percutant » de Steve Jones ressemble fortement à celui d'In the City de Jam,.

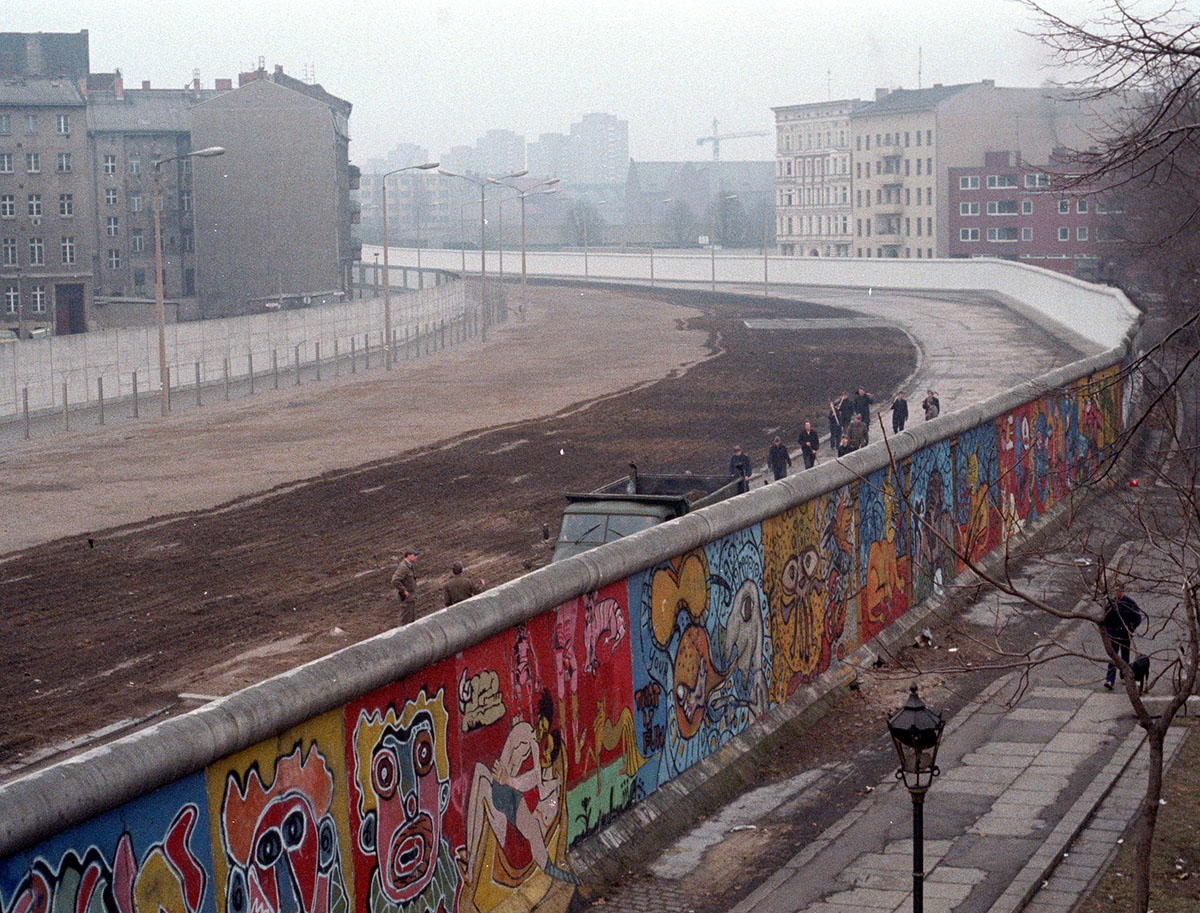
Les membres du groupe s'inspirent de leur voyage à Berlin et du Mur pour Holidays in the Sun.

Les paroles de Bodies dressent un portrait peu flatteur d'une Pauline, une fan « dangereuse et folle suivant le groupe partout » et qui vit dans un hôpital psychiatrique de Birmingham, mais abordent également l'avortement,. Johnny Rotten décrit ce dernier comme « un droit uniquement réservé aux femmes car ce sont elles qui portent l'enfant et les conséquences que cela engendre » et évoque aussi sa frustration via la phrase « fuck this and fuck that » (« j'emmerde ci et j'emmerde ça »). Il explique ainsi avoir des difficultés à définir quelles sont les bonnes décisions à prendre dans la vie. La guitare de Steve Jones est doublée pendant l'introduction pour rendre le « morceau un peu plus sauvage » et en faire l'un des plus sophistiqués du groupe d'un point de vue des arrangements.
La chanson No Feelings est très rock 'n' roll, basée sur un riff de Steve Jones, dont le rythme est rapide contrairement aux autres chansons. La « férocité de l'interprétation rappelle celle de The Stooges et donne un côté garage rock ». Johnny Rotten y « feint n'avoir aucune empathie pour les orphelins alors que c'est l'exact opposé » : son père s'investissant beaucoup auprès des orphelins, le chanteur se rend compte qu'ils ne sont attachés à rien ni personne et qu'ils sont tellement désespérés qu'ils considèrent la moindre relation comme de l'amour, même si ça n'en est pas. C'est du désespoir et il se sent « touché par eux ».
Liar est une des premières chansons de Johnny Rotten et Glen Matlock. Elle s'inspire des nombreuses personnes qui ont « usé de leur influence pour murmurer aux oreilles des jeunes hommes et qui auraient pu les diviser », mais ne concerne pas uniquement leur manager Malcolm McLaren, dont « ils savaient que c'était une de ses particularités ». Elle cible plutôt « les gens extérieurs au groupe qui ont essayé de les manipuler ». La batterie de Paul Cook y est « colérique tandis que le riff caractéristique de guitare grogne pour accompagner le chant fier de Johnny Rotten ».
Le single God Save the Queen provient d'un riff de basse et d'une progression d'accords travaillée par Glen Matlock au piano pendant l'enregistrement d'Anarchy in the UK. Johnny Rotten écrit auparavant les paroles d'une seule traite pendant que Chris Spedding lui enseigne les différents aspects de la structure d'une chanson. Il y exprime son point de vue sur la monarchie britannique en général et non contre une personne en particulier. Il éprouve même de la sympathie pour eux : « j'ai l'impression qu'ils sont nés dans une cage. Il n'y a pas d'issue parce qu'il n'y a rien de comparable, à part d'être enfermé par des lois et des règles ». Le chanteur s'en prend aussi aux personnes demandant une faveur sans retour, qu'il estime « inacceptable pour [lui] : tu dois mériter le droit de faire appel à mon amitié et à ma loyauté, de prouver que tu es digne d'avoir mon aide. C'est comme ça ». Initialement intitulé No Future, le morceau est renommé peu de temps après le départ de Glen Matlock quand ils découvrent la tenue prochaine du jubilé d'argent de la reine Elizabeth II, la première phrase étant « God Save the Queen »,,.
Problems naît à un moment où ils n'ont plus d'idées, « ce qui est un problème majeur pour un groupe de musique ». Steve Jones entame alors un riff basé sur une séquence basique d'accords la, si, do, ré, puis Glen Matlock et Paul Cook se joignent à lui pour ainsi créer le refrain de la chanson. Aucun pont ne vient faire la liaison entre les différentes sections de celle-ci, Johnny Rotten précisant que ce n'est pas leur point fort. La guitare y est ainsi « simple mais diablement efficace », à la manière des Stooges, et en fait une des chansons les plus puissantes de l'album,. Les paroles résument les problèmes que le groupe rencontre au quotidien, comme « un adolescent qui apprend la vie mais qui n'y est pas préparé, qui essaye et se bat autant qu'il peut ».
Steve Jones écrit Seventeen seul et l'intitule Lazy Sod à l'origine. Quand Johnny Rotten intègre le groupe, il retravaille les paroles pour se concentrer sur la colère adolescente qu'on éprouve à dix-sept ans. Il explique que « c'est l'âge auquel tout fait mal. Tu n'es pas encore un adulte et tu n'es pas complètement préparé pour l'être, mais tu ne veux pas pour autant être vu comme un jeune blanc-bec ». Le chanteur estime que « tout le monde passe par cette phase où tu traverses souvent différentes émotions, telles qu'être fainéant, n'avoir rien envie de faire, ne voir aucun avenir mais de s'en foutre, d'abandonner tout ce que tu commences ». Il ajoute que « malheureusement, beaucoup d'Anglais restent à cette étape ». C'est aussi une référence à la chanson I'm Eighteen d'Alice Cooper.
Anarchy in the U.K. est entièrement composé par Glen Matlock et est le dernier morceau qu'il enregistre avec le groupe. Lorsqu'il présente le riff au groupe, Johnny Rotten a déjà écrit des paroles à propos de Jamie Reid — qui est l'auteur des pochettes du single et de l'album — et les adapte au titre. Le bassiste n'accepte pas « I am an antichrist/I am an anarchist », qui « ne rime pas », et ce vers cristallise les tensions avec le chanteur. Paul Cook estime cependant que celles-ci ont amené de l'émulation et « sont l'exemple que tout fonctionne à merveille ». Pour Johnny Rotten, « l'anarchie est un jeu d'esprit pour les classes moyennes, un luxe, bien souvent redondant, que peut s'offrir une société démocratique ». Il avoue néanmoins « ne pas comprendre pourquoi vouloir tout casser ou détruire quand on est un humain et qu'on a accès à la culture ». Sans les nommer, il s'attaque ainsi à des organisations qui ne vivent que par la destruction : l'IRA et l'UDA notamment. Ce titre est considéré comme définissant la « chanson type » du punk avec « des guitares féroces, des rythmes hyper-énergiques, des paroles incendiaires et venimeuses et d'une énergie brute dévastatrice ».

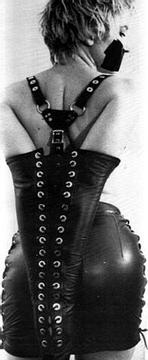
Malcolm McLaren souhaite que le groupe fasse une chanson sur le bondage qui s'intitulerait Submission. Elle sera finalement sur la plongée sous-marine.

L'idée de base pour Submission provient de Malcolm McLaren, qui tanne Glen Matlock pour qu'il fasse une chanson sur le bondage. Un jour de répétitions auquel Steve Jones et Paul Cook ne viennent pas, le bassiste en fait part à Johnny Rotten et c'est autour d'une pinte de bière qu'ils écrivent les paroles sur une mission sous-marine (« Submarine Mission » réduit à « Sub-Mission » en anglais). Glen Matlock travaille ensuite quelques accords pour en faire un titre rythmé, presque funk, dédié à la plongée sous-marine. Pour Johnny Rotten, « c'est ce qui se rapproche le plus d'une chanson d'amour alors qu'elle est écrite par deux personnes qui ne s'aiment pas ». Le riff est très classique et similaire à celui de Hello, I Love You des Doors, I Can't Explain des Who ou encore des débuts des Kinks. Cependant, il est ralenti pour « être plus subversif ».
Glen Matlock écrit Pretty Vacant le même soir en s'inspirant des tracts que Malcolm McLaren ramène de ses voyages aux États-Unis. Alors qu'il a les paroles et les progressions d'accords, c'est en entendant SOS d'ABBA sur un juke-box qu'il trouve comment rendre le riff principal plus mélodieux. Comme souvent, Steve Jones renforce ensuite la ligne de guitare d'« accords puissants et d'un refrain chantant »,,. Johnny Rotten reprend le deuxième couplet pour y dénoncer « le renoncement et le désespoir des jeunes », qui sont inoccupés et ne font rien pour changer le système mais restent bien habillés, « beaux »,. Sa prestation vocale, où il enchaîne « grognements, ricanements et rugissements », y est « excellente » et fait de ce single « un hymne défiant Blank Generation » de Richard Hell and the Voivoids et une nouvelle charge contre la génération peace and love,.
New York est une référence aux New York Dolls, l'autre groupe de Malcolm McLaren, et aux groupes de glam rock en général,. Johnny Rotten considère que New York a du retard par rapport à l'Angleterre : « ce n'est pas une attaque personnelle, mais vous devez comprendre qu'en Angleterre, le glam rock est dépassé. Sweet, T. Rex et David Bowie sont passés à autre chose, [...] mais pas la scène américaine qui est un peu hautaine, privilégiée et prétentieuse ». Il précise qu'à force d'entendre leur manager vanter New York tous les jours, ils en ont eu marre de ces gens « plus vieux, aux attitudes démodées, trop artistiques et imprégnées de poésie »,. Pour la ligne de basse, Glen Matlock a souhaité faire une version rock de la bande-son de la série télévisée Destination Danger que Steve Jones a ensuite amélioré,.
Steve Jones réalise EMI, un morceau « entraînant et direct » visant le label qui voulait les signer pour « montrer la diversité de son catalogue, tout en se faisant beaucoup d'argent mais qui était trop préoccupé par son profit pour voir sa décadence »,,. Caractéristique du style du groupe, la chanson « mélodieusement thrashy fait office de modèle pour trois décennies de mouvement punk et de rock alternatif ». Elle s'adresse ainsi globalement à l'industrie musicale puisque Johnny Rotten glisse aussi une attaque à A&M Records, avant de conclure ironiquement le seul album studio du groupe par la phrase « Fuck you and goodbye » (« allez vous faire foutre et au revoir »),.

### Titre et pochette
À sa sortie, Never Mind the Bollocks, Here's the Sex Pistols est fortement critiqué pour son nom prétendument obscène. Cependant, au tribunal de Nottingham le 24 novembre, le conseiller de la reine John Mortimer démontre avec réussite devant des experts que le terme bollocks (littéralement : couilles) n'est pas obscène mais est en réalité un terme légitime en vieil anglais pour se référer à un prêtre et qui dans le contexte désigne un non-sens. Le président de l'audience se voit donc forcé de conclure : « Mes collègues et moi déplorons de tout cœur l'exploitation vulgaire des pires instincts de la nature humaine dans le but de faire du profit, que ce soit par vous ou votre entreprise, mais nous devons vous déclarer à contrecœur non coupable de chacun des quatre chefs d'accusation ».
La pochette de l'album est réalisée par Jamie Reid, que Malcolm McLaren connaît depuis 1968 et leurs années au Croydon College (en), où ils partagent la même passion pour le révolutionnaire français Guy Debord. Quelques années plus tard, le manager fait appel à l'artiste quand les Sex Pistols se forment afin de leur donner une identité visuelle,. Inspiré par Mai 68 et la révolte étudiante à Paris, Jamie Reid réalise les affiches et les pochettes du groupe, « doublant le poids de la musique et des mots par celui des images ». Les premiers posters reprennent une photo de la reine de Cecil Beaton, affublée d'une épingle à nourrice dans le nez (une croix gammée est retirée de son œil). La pochette de God Save the Queen reprend ce visuel sur fond bleu et argent, les couleurs officielles du jubilé, les yeux et la bouche étant recouverts du titre de la chanson et du nom du groupe avec des lettres découpées à la façon des lettres anonymes. Les employés de l'usine refusent de presser le vinyle dans un premier temps. Sur celle d'Anarchy in the U.K., le drapeau du Royaume-Uni y est déchiré et rapiécé, et l'écriture apposée de la même façon que sur l'autre single. Le disque et l'artwork de Jamie Reid ont divisé le pays comme jamais : « pour une moitié, c'est un outrage et pour l'autre, c'est une rébellion au superficiel et pompeux jubilé d'argent de la reine ». Ses créations iconoclastes ont été au moins aussi importantes que la musique cinglante des Sex Pistols dans l’avènement de la contre-culture des années 1970 et ont associé l'artiste et le groupe pour toujours.

## Postérité
Notamment grâce à sa jaquette immédiatement reconnaissable aux couleurs criardes, Never Mind the Bollocks est considéré comme un des disques précurseurs de la musique punk rock dans le monde, et un de ses symboles, et est également reconnu comme l'un des disques rock les plus influents de tous les temps,,,. Sputnikmusic partage cet avis et explique que « ce n'est pas uniquement la naissance du mouvement punk, mais l'émergence d'une série de mouvements radicalisés et énergiques ancrés dans le réalisme et l'humanisme tels que le ska, les skinheads, les mods, le rockabilly, la new wave, le post-punk et même la musique folk, tous défiants, provocants et politisés, et tous admirant les Sex Pistols ». Le site internet évoque aussi les nombreux fanzines et labels indépendants créés par la suite, et se demande « combien de groupes se sont formés sur les prémisses d'une musique basée sur l'émotion et non sur les aptitudes techniques : trois accords suffisaient ». Gilles Verlant et Thomas Caussé, dans la Discothèque parfaite de l'odyssée du rock, le mettent également en avant, considérant qu'il « a remodelé le paysage et ouvert les vannes de tas de courants : punk, new wave, grunge, emocore ».
Never Mind the Bollocks a aussi beaucoup fait parler pour ses textes. La BBC juge les paroles « iconoclastes et qui résonnent encore aujourd'hui avec pertinence, car même si c'est un album plein de bile, c'est plus qu'une diatribe contre tout ». Le média britannique estime d'ailleurs qu'aux côtés de Nevermind de Nirvana, cela reste « l'un des meilleurs coups de gueule contre la médiocrité de la classe moyenne ». Gilles Verlant et Thomas Caussé le voient comme « un disque puissant mais pas révolutionnaire » dont les trouvailles sont « la voix crapuleuse du chanteur, la provoc des titres (Anarchy in the U.K., God Save the Queen) et la pertinence des paroles (Bodies, No Feelings, Pretty Vacant, Holidays in the Sun) ». Ils ajoutent que l'album, au « rock 100 % dans ta face », a conservé une « stupéfiante pérennité ». Pour Florence Rajon et Hervé Guilleminot, dans Dicorock, c'est « un coup de tonnerre, un éclair incandescent, une grande claque punk dans un monde rock qui s'assoupissait », permettant ainsi de le « rajeunir et de l'assainir ». Ils rappellent aussi qu'il « recelait d'hymnes punk d'une stupéfiante acuité (Holidays in the Sun, Pretty Vacant, God Save the Queen) ». God Save the Queen et Anarchy in the U.K. sont devenus des classiques et ont été repris des milliers de fois avec toujours le même message anticonformiste. En 2013, dans l'émission When Albums Ruled the World sur la BBC, Noel Gallagher, ancien membre d'Oasis, estime qu'avec Holidays in the Sun en première piste, « c'est extrêmement provocateur et très autoritaire » et « qu'une fois que ça a commencé, tout ce qui s'est passé auparavant devient totalement sans importance ». Il ajoute que « l'une des premières choses qu'on apprend lorsqu'on se met à la guitare électrique, c'est le riff de Pretty Vacant », précisant qu'en « dix albums, il n'a jamais réussi à faire aussi bien et qu'il donnerait tout pour avoir écrit un tel riff ».
Dès 1985, le NME le place en 13e position des « meilleurs albums de tous les temps ». Deux ans plus tard, le magazine Rolling Stone le considère comme le deuxième « meilleur album des vingt dernières années », juste derrière Sgt. Pepper's Lonely Hearts Club Band des Beatles. En janvier 1989, il apparaît en 13e position des « 100 meilleurs albums de heavy metal de tous les temps » de Kerrang!. En septembre 1991, Spin le met dans ses « 10 meilleurs albums de tous les temps ». En 1993, lors d'une nouvelle édition du NME dédiée au « meilleurs albums de tous les temps », Never Mind the Bollocks, Here's the Sex Pistols occupe cette fois la troisième place du classement. Alan Cross (en) le met sixième de sa liste des « dix albums alternatifs classiques » dans son livre The Alternative Music Almanac, publié en 1995. Il apparaît la même année en dernier des « 100 albums alternatifs » de Spin.
En 1997, lors d'un sondage mené par HMV, Channel 4, The Guardian et Classic FM au Royaume-Uni, il se classe 24e des « meilleurs albums de tous les temps ». En 1998, il est mis neuvième des « 100 albums qu'il faut avoir écouté avant de mourir » définis par Kerrang! et 30e des « 100 meilleurs de tous les temps » par les lecteurs du magazine Q, ainsi que 8e des « 50 meilleurs albums des années 1970 » du même magazine,. Kerrang! le retient dans ses « 200 albums pour l'année 2000 », dans la catégorie « essential punk ».
En 2001, Spin le place dixième de ses « 50 albums punk les plus essentiels ». En 2003, il figure à la 41e place parmi des « 500 plus grands albums de tous les temps » de Rolling Stone. Le journaliste Charles M. Young, rédacteur pour le magazine, estime que « Never Mind the Bollocks, Here's the Sex Pistols a tout changé. Il n'y a rien eu de tel avant et presque rien non plus depuis. Le groupe qui s'en est plus rapproché est probablement Nirvana, qui a été très fortement influencé par les Sex Pistols ». En 2005, il prend la 276e place « des cinq cents meilleurs albums rock et metal de tous les temps » du magazine Rock Hard. L'année suivante, il est choisi par le Time comme l'un des « cent meilleurs albums de tous les temps », placé par le magazine Q en vingt-huitième position des « cent meilleurs albums de tous les temps », et est nommé quatrième « meilleur album britannique » par le NME. Selon le site acclaimedmusic.net, l'album est dixième sur la liste des albums les plus acclamés de tous les temps par la critique. En 2006, les lecteurs de Kerrang! le mette en tête des « 50 meilleurs albums de punk de tous les temps ».

## Fiche technique

### Liste des chansons
Toutes les chansons sont écrites et composées par Glen Matlock, Johnny Rotten, Paul Cook et Steve Jones sauf mention contraire.
| A1. | Holidays in the Sun | Rotten/Cook/Vicious/Jones | 3:19 |
| A2. | Bodies              | Rotten/Cook/Vicious/Jones | 3:15 |
| A3. | No Feelings         | Rotten/Cook/Vicious/Jones | 3:20 |
| A4. | Liar                | Rotten/Cook/Vicious/Jones | 3:39 |
| A5. | God Save the Queen  | Rotten/Cook/Vicious/Jones | 3:35 |
| A6. | Problems            | Rotten/Cook/Vicious/Jones | 4:15 |
| B1. | Seventeen           | Rotten/Cook/Vicious/Jones | 2:48 |
| B2. | Anarchy in the U.K. | Rotten/Cook/Vicious/Jones | 3:32 |
| B3. | Submission          | Rotten/Cook/Vicious/Jones | 3:02 |
| B4. | Pretty Vacant       | Rotten/Cook/Vicious/Jones | 2:58 |
| B5. | New York            | Rotten/Cook/Vicious/Jones | 3:10 |
| B6. | E.M.I               | Rotten/Cook/Vicious/Jones | 3:20 |

| A1. | Holidays in the Sun | 3:19 |
| A2. | Liar                | 3:39 |
| A3. | No Feelings         | 3:20 |
| A4. | God Save the Queen  | 3:35 |
| A5. | Problems            | 4:15 |
| B1. | Seventeen           | 2:48 |
| B2. | Anarchy in the U.K. | 3:32 |
| B3. | Bodies              | 3:15 |
| B4. | Pretty Vacant       | 2:58 |
| B5. | New York            | 3:10 |
| B6. | E.M.I               | 3:20 |

| - Johnny Rotten : chant - Steve Jones : guitare, basse - Paul Cook : batterie - Sid Vicious : basse sur Bodies - Glen Matlock : basse sur Anarchy in the U.K. | - Chris Thomas : production - Bill Price : ingénieur du son - Jamie Reid : art et design de l'album |

### Ouvrages
- (en) George Gimarc, Punk Diary : The Ultimate Trainspotter's Guide to Underground Rock 1970-1982, San Francisco, Backbeat Books, 30 janvier 2006, 744 p. (ISBN 978-0-87930-848-3)

1. ↑  Gimarc 2006, p. 22
2. ↑  Gimarc 2006, p. 37
3. 1 2  Gimarc 2006, p. 39
4. ↑  Gimarc 2006, p. 49

- (en) Clinton Heylin, Never Mind the Bollocks, Here's : The Sex Pistols, Music Sales Ltd, février 1998, 175 p. (ISBN 978-0-02-864726-5)

1. ↑  Heylin 1998, p. 64
2. 1 2  Heylin 1998, p. 66-67
3. ↑  Heylin 1998, p. 70
4. ↑  Heylin 1998, p. 72
5. ↑  Heylin 1998, p. 75
6. ↑  Heylin 1998, p. 78
7. 1 2  Heylin 1998, p. 81-82
8. ↑  Heylin 1998, p. 87-90
9. ↑  Heylin 1998, p. 92
10. ↑  Heylin 1998, p. 131
11. 1 2 3 4 5 6  Heylin 1998, p. 97-99
12. 1 2  Heylin 1998, p. 105
13. ↑  Heylin 1998, p. 109
14. ↑  Heylin 1998, p. 155

- (en) John Lydon, Rotten : No Irish, No Blacks, No Dogs, Hodder and Stoughton, 16 mars 1995, 388 p. (ISBN 978-0-340-61019-0)

1. 1 2  Lydon 1995, p. 74
2. ↑  Lydon 1995, p. 3
3. 1 2  Lydon 1995, p. 244
4. ↑  Lydon 1995, p. 247-248
5. ↑  Lydon 1995, p. 5

- (en) Glen Matlock, I Was A Teenage Sex Pistol, Reynolds & Hearn Ltd, 5 octobre 2006, 196 p. (ISBN 978-1-905287-31-4)

1. ↑  Matlock 2006, p. 71
2. ↑  Matlock 2006, p. 86
3. ↑  Matlock 2006, p. 87
4. ↑  Matlock 2006, p. 64-65
5. ↑  Matlock 2006, p. 192
6. ↑  Matlock 2006, p. 187
7. ↑  Matlock 2006, p. 188-193
8. ↑  Matlock 2006, p. 115
9. 1 2 3  Matlock 2006, p. 193
10. ↑  Matlock 2006, p. 257

- (en) Phil Strongman, Pretty Vacant : A History of UK Punk, Chicago Review Press, avril 2008, 289 p. (ISBN 978-1-55652-752-4)

1. ↑  Strongman 2008, p. 87
2. ↑  Strongman 2008, p. 84-85
3. ↑  Strongman 2008, p. 93-94
4. ↑  Strongman 2008, p. 98
5. ↑  Strongman 2008, p. 105
6. ↑  Strongman 2008, p. 111
7. ↑  Strongman 2008, p. 126-129
8. ↑  Strongman 2008, p. 135
9. ↑  Strongman 2008, p. 144-148
10. ↑  Strongman 2008, p. 151-153
11. ↑  Strongman 2008, p. 181-182

- (en) John Robb, Punk Rock : An Oral History, Ebury Press, 27 février 2006, 576 p. (ISBN 978-0-09-190511-8)

1. 1 2  Robb 2006, p. 83–89
2. 1 2  Robb 2006, p. 102-105
3. ↑  Robb 2006, p. 110-111
4. ↑  Robb 2006, p. 112
5. ↑  Robb 2006, p. 114
6. ↑  Robb 2006, p. 86
7. ↑  Robb 2006, p. 147-148
8. ↑  Robb 2006, p. 155
9. ↑  Robb 2006, p. 160-162
10. ↑  Robb 2006, p. 199-201
11. ↑  Robb 2006, p. 119;156;162
12. ↑  Robb 2006, p. 241
13. ↑  Robb 2006, p. 260
14. ↑  Robb 2006, p. 263-273
15. ↑  Robb 2006, p. 403

- (en) Jon Savage, England's Dreaming : Sex Pistols and Punk Rock, Faber and Faber, 19 mai 2005, 632 p. (ISBN 978-0-571-22720-4)

1. 1 2  Savage 2005, p. 96
2. ↑  Savage 2005, p. 70
3. ↑  Savage 2005, p. 83
4. ↑  Savage 2005, p. 87-88
5. 1 2  Savage 2005, p. 97
6. ↑  Savage 2005, p. 88-92
7. ↑  Savage 2005, p. 99
8. 1 2  Savage 2005, p. 120-121
9. ↑  Savage 2005, p. 125-126
10. 1 2  Savage 2005, p. 129
11. ↑  Savage 2005, p. 181-185
12. ↑  Savage 2005, p. 201-202
13. ↑  Savage 2005, p. 173-174
14. ↑  Savage 2005, p. 204
15. ↑  Savage 2005, p. 176-177;206;208;317
16. 1 2  Savage 2005, p. 245
17. ↑  Savage 2005, p. 253
18. ↑  Savage 2005, p. 257-259
19. ↑  Savage 2005, p. 286-288
20. ↑  Savage 2005, p. 358-364
21. ↑  Savage 2005, p. 408
22. ↑  Savage 2005, p. 428-429
23. ↑  Savage 2005, p. 430
24. 1 2  Savage 2005, p. 463-464

- Autres ouvrages

1. 1 2  (en) Charles M. Young, Classic Albums : Never Mind the Bollocks, Here's the Sex Pistols, Music Sales Ltd, février 1998, 175 p. (ISBN 978-0-02-864726-5)
2. ↑  (en) Eric Weisbard et Craig Marks, Spin Alternative Record Guide, New York, Vintage Books, 1995, 346 p. (ISBN 0-679-75574-8)
3. ↑  (en) Steven Taylor, False Prophet : Fieldnotes from the Punk Underground, Wesleyan University Press, 15 janvier 2004, 355 p. (ISBN 978-0-8195-6668-3, lire en ligne), p. 69
4. ↑  (en) Fred Vermorel et Judy Vermorel, Sex Pistols : The Inside Story, Omnibus Press, 1987, 240 p. (ISBN 978-0-7119-1090-4), p. 120
5. ↑  (en) Simon Reynolds, Rip It Up and Start Again : Post Punk 1978–1984, Faber and Faber, 2006, 608 p. (ISBN 978-0-571-21570-6), p. 80-81
6. ↑  (en) Chris Woodstra et Stephen Thomas Erlewine, All Music Guide to Rock : The Definitive Guide to Rock, Pop, and Soul, Backbeat Books, 1er avril 2002, 1399 p. (ISBN 978-0-87930-653-3), p. 1337
7. 1 2  Gilles Verlant et Thomas Caussé, La Discothèque parfaite de l'odyssée du rock, Paris, Hors Collection, 8 octobre 2009, 381 p. (ISBN 978-2-258-08007-2), p. 150
8. ↑  Florence Rajon et Hervé Guilleminot, Dicorock : La Bible du rock, Prélude et Fugue, 16 octobre 1998, 273 p. (ISBN 978-2-84343-031-2), p. 211

### Articles de presse
1. ↑  (en) Howie Klein, « Sex Pistols: Tour Notes », New York Rocker,‎ février 1978
2. ↑  (en) Charlotte Robinson, « So Tough: The Boy Behind the Sid Vicious Myth », PopMatters,‎ 14 octobre 2006
3. ↑  (en) Sylvia Patterson, « Never Mind the Sex Pistols, Here's to 30 Years of Bollocks », The Herald,‎ 27 octobre 2007 (lire en ligne)
4. ↑  (en) Mark Edwards, « The Most Influential Albums Ever », The Sunday Times,‎ 3 février 2008
5. ↑  (en) « Greatest album of all time », NME,‎ 30 novembre 1985
6. ↑  (en) « Greatest album of all time », NME,‎ 2 octobre 1993
7. ↑  (en) « Best of Rock & Metal die 500 stärksten Scheiben aller Zeiten », Rock Hard,‎ 2005, p. 103
8. ↑  (en) « 100 Greatest Albums Ever », Q, no 235,‎ février 2006
9. ↑  (en) « Greatest british album », NME,‎ 28 janvier 2006

### Autres sources
1. ↑  (en) « Sex Pistols », sur acc.umu.se (consulté le 17 mars 2009)
2. ↑  (en) « Vivienne Westwood and the Postmodern Legacy of Punk Style », sur metmuseum.org (consulté le 27 août 2014)
3. ↑  (en) « Bringing Out the Dead: The New York Dolls on Their Highs and Lows », sur thequietus.com (consulté le 27 août 2014)
4. ↑  (en) « Manchester Celebrities: Bill Grundy », sur manchester2002-uk.com (consulté le 27 août 2014)
5. 1 2 3  (en) « God Save the Queen at 40: how the Sex Pistols made the most controversial song in history », sur www.telegraph.co.uk (consulté le 3 janvier 2019)
6. 1 2 3  « Les Sex Pistols outragent la reine », sur www.lemonde.fr (consulté le 3 janvier 2019)
7. 1 2  (en) « ‘Never Mind The Bollocks’ 30th Anniversary Vinyl Re-issue Series (2007) », sur sexpistolsofficial.com (consulté le 24 août 2014)
8. ↑  (en) « The Sex Pistols – Never Mind the Bollocks » Sleevage » Music, Art, Design », sur sleevage.com, 11 juin 2007 (consulté le 12 octobre 2012)
9. 1 2  (en) « Richard Branson: Life at 30,000 feet », sur ted.com (consulté le 24 août 2014)
10. 1 2  (en) « UK charts&awards », sur officialcharts.com (consulté le 13 mars 2023)
11. 1 2  « Les albums classés par artiste (cliquer sur l'onglet et sélectionner "SEX PISTOLS") », sur infodisc.fr, Dominic DURAND/InfoDisc (consulté le 13 mars 2023)
12. 1 2  (en) « US charts&awards », sur Billboard.com (consulté le 13 mars 2023)
13. 1 2  (en) « BPI - certified awards », sur bpi.co.uk (consulté le 13 mars 2023)
14. 1 2  (en) « RIAA Database », sur riaa.com (consulté le 13 mars 2023)
15. 1 2  (nl) « Goud/Platina », sur nvpi.nl (consulté le 13 mars 2023)
16. ↑  (en) « ‘Never Mind The Bollocks’ super-deluxe box set tracklisting & info », sur sexpistolsofficial.com (consulté le 24 août 2014)
17. ↑  (en) « Record Store Day 2015: The full list of releases - The Vinyl Factory », sur thevinylfactory.com (consulté le 4 décembre 2018)
18. 1 2  (en) « The Top 40 Vinyl Album Chart - New Music - XFM », sur xfm.co.uk, 26 avril 2015 (consulté le 4 décembre 2018)
19. ↑  (en) « Sex Pistols: 'Never Mind The Bollocks' 40th Anniversary Deluxe Edition Due In October - Blabbermouth.net », sur blabbermouth.net (consulté le 21 décembre 2018)
20. 1 2  (en) Steve Huey, « Never Mind the Bollocks, Here's the Sex Pistols – The Sex Pistols : Songs, Reviews, Credits, Awards », sur allmusic.com (consulté le 12 octobre 2012)
21. 1 2 3 4 5 6  (en) Chris Jones, « The Sex Pistols Never Mind The Bollocks Review », sur bbc.co.uk (consulté le 20 octobre 2012)
22. 1 2  (en) Robert Christgau, « Robert Christgau: CG: Sex Pistols », sur robertchristgau.com (consulté le 12 octobre 2012)
23. 1 2  (en) Benjamin D'Alguerre, « Chronique de Never Mind the Bollocks, Heres the Sex Pistols », sur musicstory.com (consulté le 20 octobre 2012)
24. 1 2  (en) Paul Nelson, « The Sex Pistols Never Mind The Bollocks », sur rollingstone.com (consulté le 20 octobre 2012)
25. 1 2 3  (en) « Sex Pistols Never Mind The Bollocks », sur sputnikmusic.com (consulté le 20 octobre 2012)
26. ↑  (en) « Norwegian album charts », sur norwegiancharts.com (consulté le 13 mars 2023)
27. ↑  (en) « New Zealand album charts », sur Charts.nz (consulté le 13 mars 2023)
28. ↑  (nl) « Dutch album charts », sur dutcharts.nl (consulté le 13 mars 2023)
29. ↑  (en) « Swedish album charts », sur swedishcharts.com (consulté le 13 mars 2023)
30. ↑  (en) « Spanish album charts », sur spanishcharts.com (consulté le 13 mars 2023)
31. ↑  (de) offiziellecharts.de/suche/sex pistols/albums
32. ↑  « Album charts Belgique », sur Ultratop.com (consulté le 13 mars 2023)
33. ↑  « Album charts Belgique », sur Ultratop.com (consulté le 13 mars 2023)
34. ↑  (en) « Canadian Album charts », sur Billboard.com (consulté le 13 mars 2023)
35. ↑  (en) Archive Chart. Rock & Metal Albums. The Official Charts Company.
36. 1 2 3 4  (en) « UK singles charts&awards », sur officialcharts.com (consulté le 14 mars 2023)
37. ↑  (en) « UK awards », sur BPI.com.uk (consulté le 14 mars 2023)
38. ↑  (en) « UK awards », sur BPI.com.uk (consulté le 14 mars 2023)
39. ↑  « Singles charts Belgique », sur Ultratop.com (consulté le 14 mars 2023)
40. ↑  (en) « Italian singles charts », sur Italiancharts.com (consulté le 14 mars 2023)
41. ↑  (en) « Norwegian singles charts », sur norwegiancharts.com (consulté le 14 mars 2023)
42. ↑  (en) « New Zealand singles charts », sur Charts.nz (consulté le 14 mars 2023)
43. ↑  (en) « Swedish singles charts », sur swedishcharts.com (consulté le 14 mars 2023)
44. ↑  (en) « UK awards », sur BPI.com.uk (consulté le 14 mars 2023)
45. ↑  « Singles charts Belgique », sur Ultratop.com (consulté le 14 mars 2023)
46. ↑  (en) « Norwegian singles charts », sur norwegiancharts.com (consulté le 14 mars 2023)
47. ↑  (en) « Swedish singles charts », sur swedishcharts.com (consulté le 14 mars 2023)
48. ↑  (en) « Italian singles charts », sur Italiancharts.com (consulté le 14 mars 2023)
49. ↑  (en) « Swedish singles charts », sur swedishcharts.com (consulté le 14 mars 2023)
50. ↑  (en) Blood on the Turntable: The Sex Pistols, de Steve  Crabtree, BBC, 2004
51. 1 2  (en) Steve Huey, « Sid Vicious: Biography », sur AllMusic (consulté le 28 février 2014)
52. ↑  
Mark Cooper, « The Sex Pistols: Winterland, San Francisco », Record Mirror,‎ 28 janvier 1978
53. ↑  (en) « Jolly Rotten », sur johnlydon.com (consulté le 26 août 2014)
54. 1 2 3 4 5 6 7 8 9 10 11 12 13 14 15 16 17 18 19  (en) « Sex Pistols Talk ‘Never Mind the Bollocks’ Song by Song – Rolling Stone », sur www.rollingstone.com (consulté le 21 décembre 2018)
55. 1 2 3 4 5 6 7 8 9 10 11 12 13 14 15  (en) « ‘Never Mind The Bollocks’ Track by Track… - Sex Pistols », sur www.sexpistolsofficial.com (consulté le 21 décembre 2018)
56. 1 2 3 4 5 6 7  (en) « Every song on the Sex Pistols' Never Mind The Bollocks ranked from worst to best », sur www.loudersound.com (consulté le 30 décembre 2018)
57. ↑  « The Sex Pistols - Never Mind the Bollocks (On s'en bat les couilles !) - Benzine Magazine », sur www.benzinemag.net (consulté le 1er janvier 2019)
58. 1 2 3 4 5 6 7 8 9 10 11  (en) « The Sex Pistols' 'Never Mind The Bollocks' at 35: Classic Track-By-Track », sur www.billboard.com (consulté le 30 décembre 2018)
59. 1 2  (en) « How Jamie Reid’s iconoclastic album covers for the Sex Pistols became a symbol of British punk », sur www.independent.co.uk (consulté le 8 janvier 2019)
60. ↑  (en) « Sex Pistols artist Jamie Reid: 'Hirst and Emin are Thatcher's children' », sur www.theguardian.com (consulté le 8 janvier 2019)
61. ↑  (en) « Sex Pistols Reform for One-Off Gig », sur smh.com.au (consulté le 21 septembre 2014)
62. ↑  (en) « Sex Pistols Reunion To Make Live Comeback », sur news.bbc.co.uk (consulté le 21 septembre 2014)
63. ↑  (en) « Never Mind the Bollocks, Here's the Sex Pistols - Sex Pistols », sur allmusic.com (consulté le 21 septembre 2014)
64. ↑  « Critique de l'album Nevermind the Bollocks, Here's the Sex Pistols de Sex Pistols § Albumrock », sur www.albumrock.net (consulté le 21 décembre 2018)
65. ↑  (en) When Albums Ruled the World, BBC4, 9 février 2013, 22:45
66. 1 2 3 4  (en) « Rocklist.net...Spin Magazine (USA) Lists...Page 2... », sur www.rocklistmusic.co.uk (consulté le 10 décembre 2018)
67. 1 2 3  (en) « Rocklist.net...Kerrang! Page 2... », sur www.rocklistmusic.co.uk (consulté le 10 décembre 2018)
68. ↑  (en) « BBC News – UK – The Music of the Millennium », sur news.bbc.co.uk (consulté le 7 octobre 2012)
69. ↑  (en) « Rocklist.net...Q Magazine Lists », sur www.rocklistmusic.co.uk (consulté le 10 décembre 2018)
70. ↑  (en) « 500 greatest albums of all time », sur rollingstone.com (consulté le 12 octobre 2012)
71. ↑  (en) « Never Mind the Bollocks, Here's the Sex Pistols », sur entertainment.time.com (consulté le 7 octobre 2012)
72. ↑  (en) « The All Time Top 3000 Albums », sur acclaimedmusic.net (consulté le 12 octobre 2012)
73. ↑  (en) « Sex Pistols – Never Mind The Bollocks Here's The Sex Pistols », sur discogs.com (consulté le 10 octobre 2012)
74. ↑  (en) « Sex Pistols – Never Mind The Bollocks Here's The Sex Pistols », sur discogs.com (consulté le 10 octobre 2012)